# 람포수쿠스

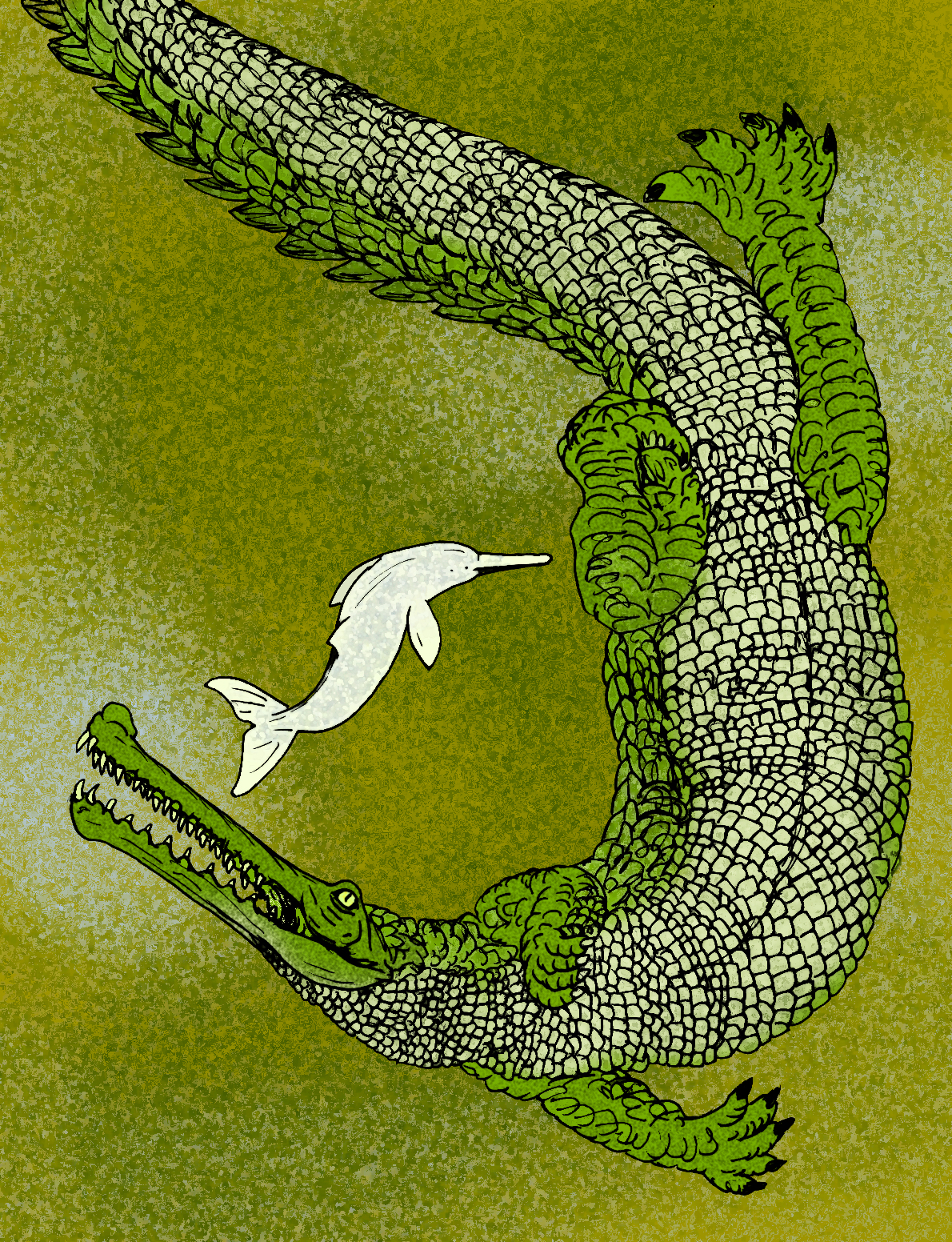

람포수쿠스(학명:Rhamphosuchus crassidens)는 악어목 가비알과에 속하는 악어이다. 지금은 멸종된 악어로 몸길이가 11m가 되는 거대한 악어였다.

## 특징
람포수쿠스는 매우 길고 좁은 주둥이를 가진 것이 특징인 악어 중에 하나이다. 몸의 전체는 녹색과 검은색의 줄무늬를 가지고 있으며 위턱과 아래턱에는 길고 날카롭고 튼튼한 이빨들을 가지고 있다. 푸루스사우루스, 데이노수쿠스, 사르코수쿠스와 더불어 거대한 악어 중에 하나이며 최근에는 크기가 더 컸을 것으로 추정하는 종이다. 온전한 화석이 발견되지를 않아서 정확한 크기는 불명이지만 적어도 11m 정도의 거대한 악어의 모습을 가졌을 것으로 추측되는 종이다. 먹이로는 당대에 생존했던 물고기와 포유류 등을 사냥하여 잡아먹었을 육식성의 포식자로 추정이 된다.

## 생존시기와 서식지와 화석의 발견
람포수쿠스의 생존시기는 신생대의 마이오세로 지금으로부터 2200만년전~800만년까지 생존했던 종이다. 생존했던 시기에는 인도와 파키스탄에 존재하는 강에서 주로 서식했을 것으로 추정이 되며 바다에서도 서식이 가능하여 얕은 연안에서도 서식했을 것으로 추측이 된다. 화석의 발견은 1840년에 인도와 파키스탄에 있는 마이오세에 형성된 지충에서 고생물학자들에 의해 최초로 발견이 되어 새롭게 등재된 종이다.

## 같이 보기
- 악어
- 가비알과
- 파충류
- 화석